# Митфорд, Диана
Диа́на Фри́мен-Ми́тфорд, ле́ди Мо́сли (англ. Diana Freeman-Mitford, Lady Mosley; 17 июня 1910, Вестминстер, Лондон, Англия, Великобритания — 11 августа 2003, Париж, Франция) — британская аристократка, мемуаристка и литературный критик.
Одна из известных сестёр Митфорд, в 1929—1933 годах — жена Брайана Гиннесса, 2-го барона Мойна, в 1936—1980 годах — сэра Освальда Мосли, основателя Британского союза фашистов. Автор трёх биографических произведений, первое из которых, автобиографическая книга A Life of Contrasts, стало бестселлером.

## Биография

### Ранние годы
Диана Митфорд родилась 17 июня 1910 года в Белгравии (Вестминстер, Лондон). Была четвёртым ребёнком в семье Давида Бертрама Огилви Фримена-Митфорда, 2-го барона Редсдейла, и его жены Сидни, урождённой Боулз. У неё было пятеро сестёр: Нэнси (1904—1973), Памела (1907—1994), Юнити Валкири (1914—1948), Джессика (1917—1996) и Дебора (1920—2014), а также брат Томас (1909—1945). Как и они, Диана получила домашнее образование.
В 18 лет Митфорд стала встречаться с Брайаном Гиннессом, ирландским аристократом, который должен был стать бароном Мойна. Несмотря на первоначальные протесты Сидни Митфорд, 30 января 1929 года Гиннесс и Диана поженились. После свадьбы они жили в Лондоне и Дублине. Пара имела доход 20 000 фунтов в год, а также имущество в Хэмпшире. В 1930 году у них родился сын Джонатан, впоследствии унаследовавший титул барона Мойна, в 1931 году второй сын Десмонд, ставший в будущем писателем. Портреты Дианы писали такие художники, как Огастес Джон, Павел Челищев и Генри Лэмб.
В феврале 1932 года Диана встретила Освальда Мосли, основателя Британского союза фашистов, и стала его любовницей. Мосли в это время был женат на Синтии Кёрзон, дочери лорда Джорджа Кёрзона. Диана развелась с супругом в 1933 году. Тогда же Синтия скончалась от перитонита. Мосли, тяжело переживавший смерть жены, три года отказывался сочетаться браком с Дианой.

### Третий рейх
В 1934 году Митфорд переехала в Германию вместе со своей сестрой Юнити. Сёстры преследовали идеи национал-социализма, и Юнити была влюблена в Адольфа Гитлера. В 1935 году Юнити представила Диану Гитлеру. Кроме того, Митфорд начала дружить с супругой Зигфрида Вагнера Винифред и Магдой Геббельс. 6 октября 1936 года Митфорд и Мосли тайно обвенчались в гостиной Йозефа Геббельса. На свадьбе присутствовал Гитлер, подаривший молодожёнам свою фотографию в серебряной раме. В браке родилось двое сыновей: Александр (р. 1938) и Макс (р. 1940). До рождения Александра брак оставался в секрете.
После прихода к власти в Великобритании в мае 1940 года Уинстона Черчилля руководство страны приняло решение положить конец политической активности Британского союза фашистов. 29 июня 1940 года, спустя 11 недель после рождения Макса, леди Мосли была арестована и доставлена в тюрьму Холлоуэй. Во время заключения содержалась в одном помещении с мужем (комнате для посылок в тюремном почтовом отделении), пара имела двух слуг. В той же тюрьме были заключены и другие британские деятели фашизма, в том числе Нора Элам. 6 ноября 1943 года Мосли и её муж были освобождены из-за слабого состояния здоровья Освальда, что вызвало сильные протесты общественности.

### Дальнейшая судьба
После окончания войны семья Мосли приобрели дома в Ирландии и Франции. В 1958 Митфорд переехала в Париж и устроилась на работу редактором в журнал The European. В 1977 году опубликовала автобиографию A Life of Contrasts, и ещё две биографии в 1980-х. Освальд Мосли умер 3 декабря 1980 года. В 1990-х годах Диана работала литературным критиком в журналах Books & Bookmen и Evening Standard. В 1989 году Митфорд была приглашена на программу Desert Island Discs канала BBC Radio 4. Её выступление вызвало резкую критику, так как она назвала Гитлера «очаровательным», а на вопрос «Как вы относитесь к тому, что в годы войны были убиты более шести миллионов евреев?» ответила: «О нет, я не думаю, что их было так много». Отсутствие дисклеймеров со стороны BBC Radio в отношении пропаганды нацизма и отрицания Холокоста Дианой Мосли стало поводом для критики в адрес корпорации.
После войны у неё случались регулярные приступы мигрени. Из-за перенесённой в 1981 году операции на головном мозге она оглохла. В конце 1990-х у неё развился рак кожи, позже успешно вылеченный. Она умерла 11 августа 2003 года в Париже от инсульта. Похоронена на кладбище в Оксфордшире, рядом со своими сёстрами Юнити и Нэнси.

## Список произведений

### Биографии
- A Life of Contrasts (ISBN 978-1-903933-20-6, автобиография)
- The Duchess of Windsor  (ISBN 0-283-98628-X)
- Loved Ones (ISBN 0-283-99155-0)

### Совместно с сёстрами
- The Mitfords: Letters Between Six Sisters (ISBN 0-06-137364-8)
- The Pursuit of Laughter (ISBN 1-906142-10-6)

## В популярной культуре
- В мини-сериале «Мосли» роль Дианы Митфорд сыграла Эмма Дейвис[англ.][18].
- В сериале «Острые козырьки» её сыграла Эмбер Андерсон.